# August Rambow
August Rambow (* 11. Oktober 1882 in Schwaan; † 20. Dezember 1957 ebenda) war ein deutscher Arbeiter und Politiker (SPD).

## Leben
August Rambow wurde nach dem Besuch der Bürgerschule Brunnenbauer und Vorsitzender des Gewerkschaftskartells in Schwaan. 1918 wurde er Mitglied der Bürgervertretung in Schwaan, ein Jahr später Abgeordneter des Verfassunggebenden Landtags von Mecklenburg-Schwerin. Anschließend war er, nun für die MSPD, auch Mitglied des ersten ordentlichen Landtags von Mecklenburg-Schwerin. 
1919/20 war er Vorsitzender der AOK. 